# Roger Payne
Roger Searle Payne (nascut el 29 de gener de 1935) és un biòleg estatunidenc famós per haver descobert el 1967 (junt amb Scott McVay) el cant de les balenes entre les iubarta. Payne més tard s'implicà en la campanya contra la cacera de les balenes.

## Història
Payne va néixer a Nova York, Nova York, i va obtenir el títol de llicenciat en la Harvard University i el seu Ph.D. a Cornell. Va passar els primers anys de la seva carrera estudiant l'ecolocació dels ratpenats. Desitjant treballar amb alguna cosa més directament relacionada amb la conservació, més tard va centrar la seva recerca en balenes, on, juntament amb l'investigador Scott McVay, el 1967 van descobrir els complexos arranjaments sonors realitzats per les ballenas geperudes durant la temporada de reproducció.
Payne descriu les cançons de balena com "rius exuberants i ininterromputs de so" amb temes "repetits" llargs, cada cançó de fins a 30 minuts i cantada per un grup sencer de geperudes masculines alhora. Les cançons es variarien lleugerament entre cada temporada de reproducció, amb algunes frases noves afegides i unes quantes més Payne ha liderat moltes expedicions als oceans del món que estudien les balenes, les seves migracions, cultures i vocalitzacions.

## Obres
- Productor, Songs of the Humpback Whale, a 1970 LP (and later CD)
- Productor, Deep Voices, a 1975 LP of more Humpback songs as well as blue and Fin whales
- Co-Productor, Whales Alive, a 1987 LP collaboration with musicians Paul Winter and Paul Halley
- Host, In the Company of Whales, a 1991 TV documentary for The Discovery Channel
- Autor, Among Whales, a 1995 book
- Invitat, Finite Oceans, a 1995 TV documentary
- Co-escriptor/co-director, Whales: An Unforgettable Journey, a 1997 IMAX film